# Ocean Heights
Ocean Heights es un rascacielos diseñado por Aedas ubicado en el emirato de Dubái. Está situado en el distrito de Dubai Marina, donde se está construyendo además otro rascacielos de DAMAC de 335 metros de altura llamado DAMAC Heights. Este rascacielos de 310 metros de altura finalizó su construcción en 2010. Tiene unas curvas que le dan una sensación única de movimiento. Ha sufrido varios re-diseños desde que se planeara su construcción, en el primer diseño alcanzaba las 38 plantas, en el segundo las 50 y en el actual alcanza las 83. Tiene un total de 519 apartamentos que cubren una superficie de 113.416 m².

## Galería

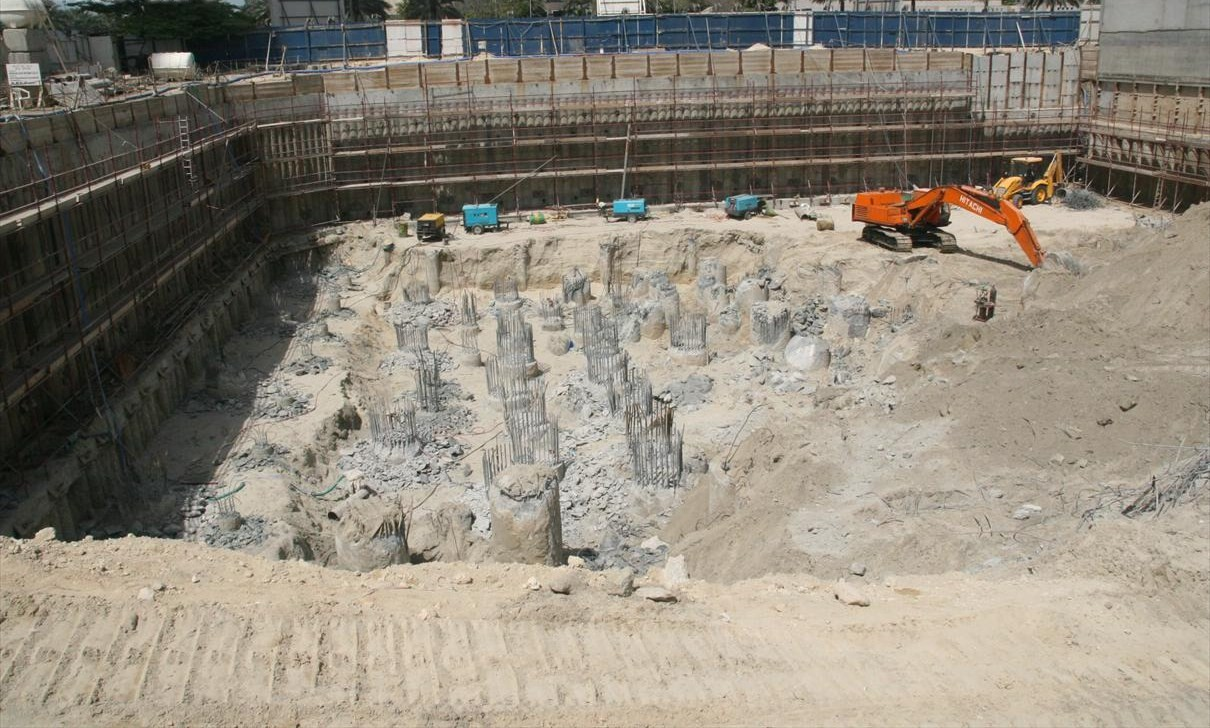
9 de marzo de 2007
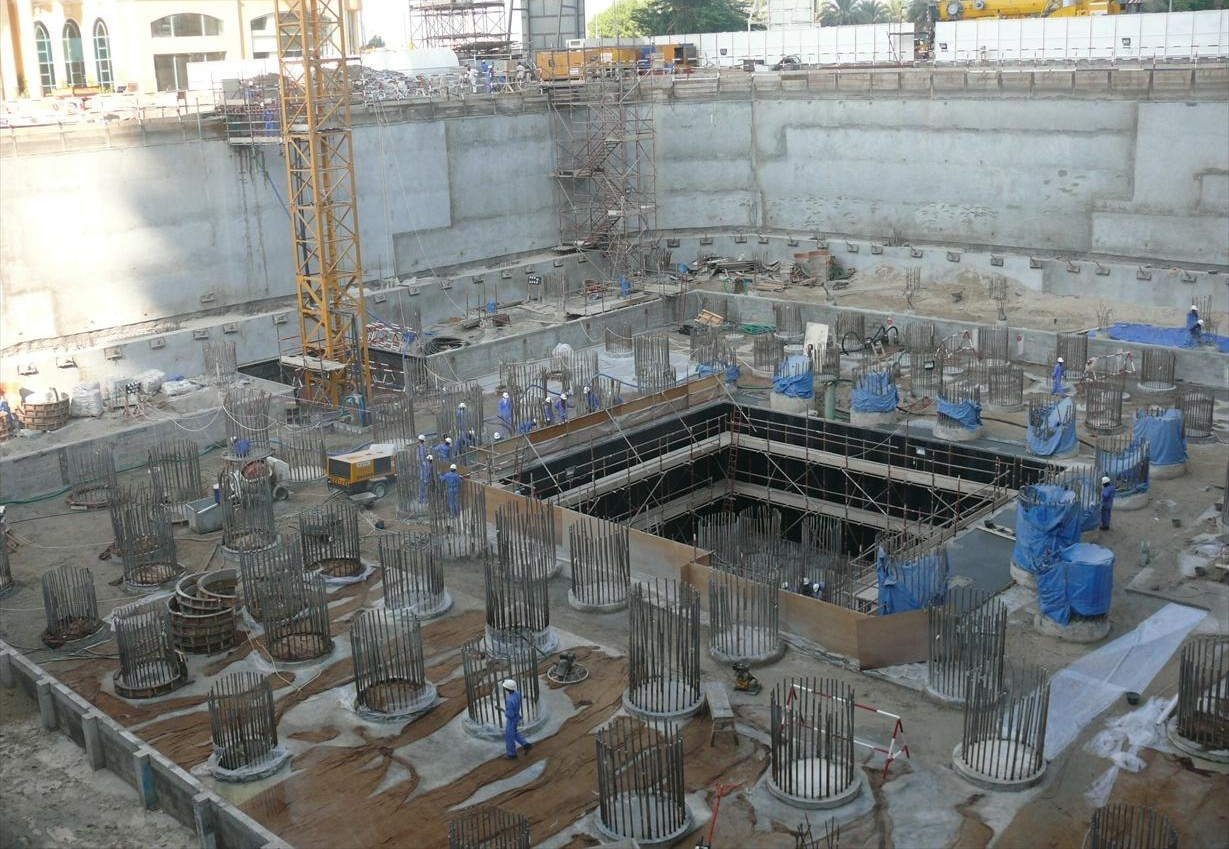
7 de septiembre de 2007
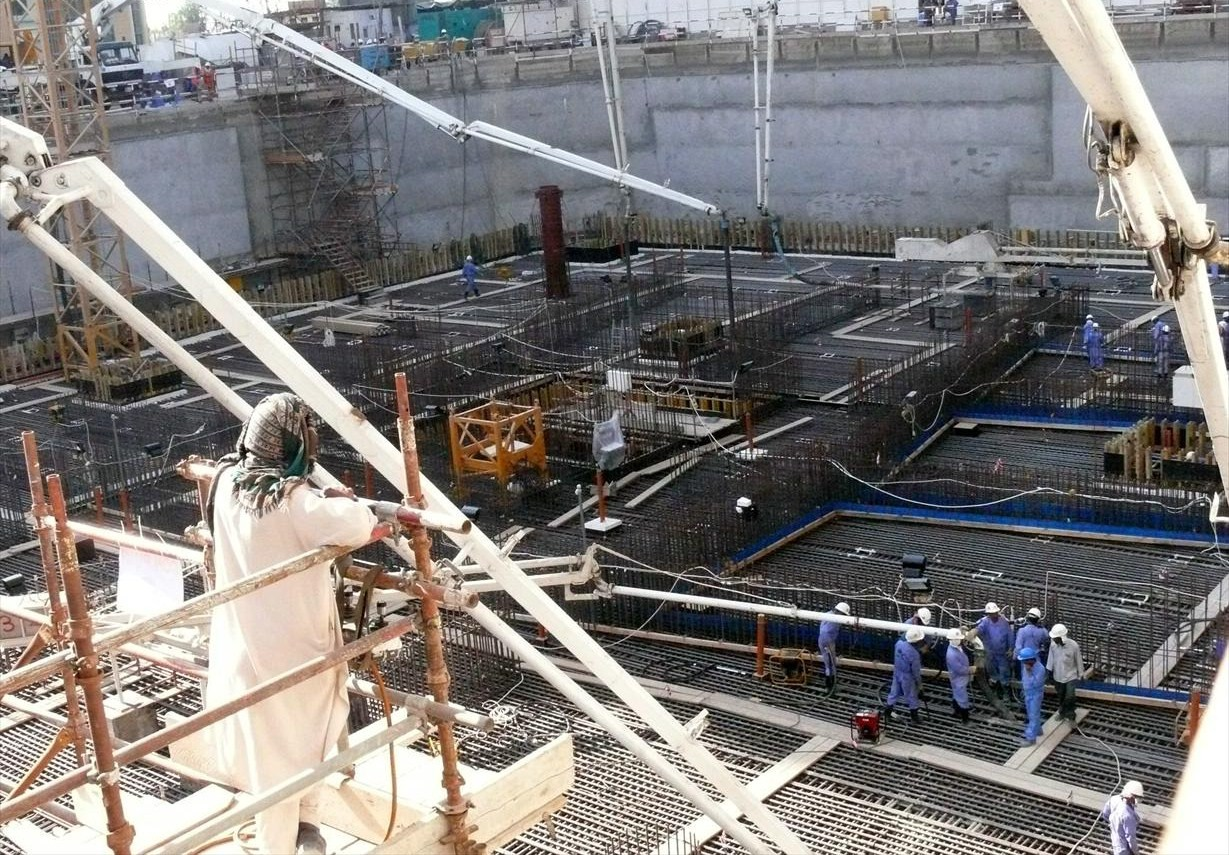
22 de noviembre de 2007
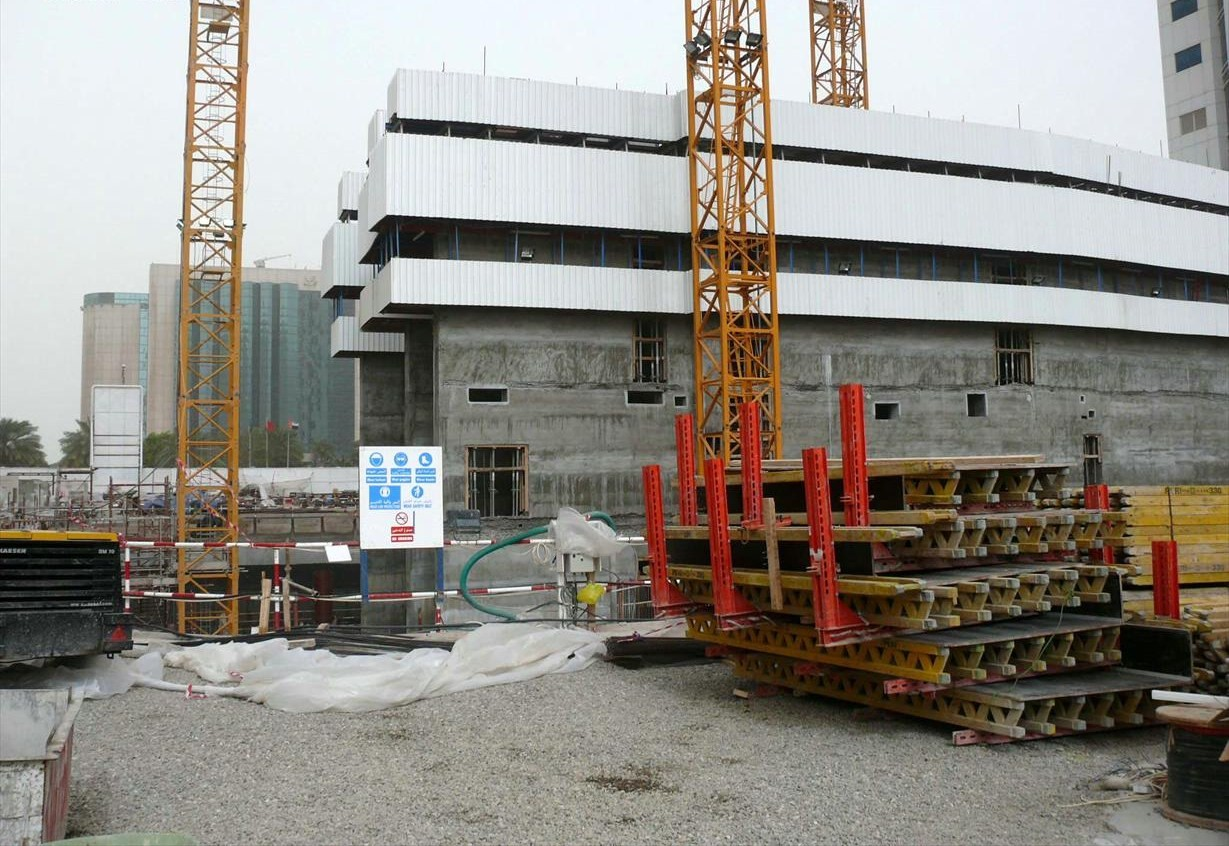
1 de febrero de 2008